# Omvårdnad
Omvårdnad är det som är sjuksköterskans ansvarsområde. Begreppet omfattar förutom det praktiska/kliniska (patientnära) arbetet även det vetenskapliga studiet av och teoribildningen kring, sjuksköterskans arbete.

## Definition
Begreppet saknar en enhetlig definition som täcker över olika språk. I Norge kallas begreppet sykepleie och det ligger därmed tydligt och nära knutet till sjuksköterskans profession. Inom den svenskspråkiga traditionen kring Katie Eriksson och Åbo Akademi kallas disciplinen vårdvetenskap. Engelskan använder begreppet nursing.
I vissa svenska skrifter används begreppet omvårdnad synonymt med vårdvetenskap. Andra väljer att se vårdvetenskap snarare som ett samlingsnamn på discipliner såsom sjukgymnastik, arbetsterapi och omvårdnad. För ytterligare andra - vilket ligger nära Erikssons definition - är vårdvetenskap att betrakta som studiet av vård och vårdande, vilket även andra discipliner kan vara verksamma inom.
Sjuksköterskan Virginia Henderson definierar omvårdnad så här:
Sjuksköterskans speciella arbetsuppgift består i att hjälpa en individ, sjuk eller frisk, att utföra sådana åtgärder som befordrar hälsa eller tillfrisknande (eller en fridfull död); åtgärder individen själv skulle utföra om han hade erforderlig kraft, vilja eller kunskap. Denna arbetsuppgift skall utföras på ett sätt som hjälper individen att så snart som möjligt återvinna sitt oberoende.
En svensk beskrivning av omvårdnad som utarbetats vid Umeå universitet lyder:
Omvårdnad syftar till att hjälpa en person att planera och genomföra handlingar som hör till det dagliga livet i syfte att förbättra hälsa/friskhet, förebygga ohälsa/sjukdom samt återställa och bevara hälsa/friskhet.
Omvårdnadsteorier är olika former av kunskap som används som stöd i sjuksköterskans arbete. Ett exempel på en omvårdnadsteori är Levines bevarandemodell.
Förutom omvårdnadsteorier kan sjuksköterskan använda en teoretisk referensram som stöd i sin profession. Ramverket Fundamentals of Care är ett exempel på en referensram som kan hjälpa sjuksköterskan i dennes omvårdnadsarbete och koppla ihop teori med klinisk praxis. Med hjälp av ramverket kan exempelvis professionens ansvar tydliggöras och stärkas liksom hjälpa sjuksköterskan att förklara och visa på patientens behov av omvårdnad och medicinsk vård. 

## Omvårdnadsforskning
Omvårdnadsforskningen, som studerar själva omvårdnaden vetenskapligt, tog fart i Nordamerika på 1950-talet där tidskriften Nursing research startades 1952. I Sverige disputerade sjuksköterskan Ulla Qvarnström 1978 på en avhandling om döende patienter och landet fick sin första professor i ämnet, Astrid Norberg vid Umeå universitet, 1987. Tidiga avhandlingar inom ämnet utgick ofta från andra institutioner, såsom medicin med olika specialiteter, vårdpedagogik, filosofi, antropologi och sociologi. I takt med att ämnet utvecklades som akademisk disciplin och forskarutbildningar etablerades ökade andelen avhandlingar från institutioner för omvårdnad. I Sverige hade år 2010 ungefär 1000 sjuksköterskor avlagt doktorsexamen.

## Fundamentals of Care (FoC)
Ramverket Fundamentals of Care (FoC) syfte är att skapa säker, effektiv och högkvalitativ vård. Begreppet vård och omvårdnad omfattar allt arbete som görs i det patientnära arbetet. Arbetsuppgifter som ingår i det patientnära arbetet är komplexa och att etablera förtroendefulla relationer är essentiellt . Ramverket beskriver vårdandet utifrån tre dimensioner som är relationship, integration of care och context of care, i detta arbete benämnda som vårdrelation, grundläggande vårdbehov och vårdens kontext. Varje dimension har tillhörande områden. Dimensionen vårdrelation beskriver hur förtroendefulla relationer utvecklas mellan sjuksköterska och vårdtagare (härefter benämnd personen) och deras närstående. Områden som ingår häri är att skapa förtroende, vara närvarande, förutse behov, vara påläst, reflektera och utvärdera. Sjuksköterskan respekterar personen och arbetar för att säkerställa psykiskt och fysiskt välbefinnande 
Dimensionen grundläggande vårdbehov innefattar fysiska, psykosociala och relationella behov. Sjuksköterskans uppgift är att bedöma vilka grundläggande vårdbehov som behöver åtgärdas . och personen och dess närstående görs delaktiga i vården, eftersom de är experter på sina upplevelser . Sjuksköterskan är ansvarig för att personen får en säker omvårdnad och inte utsätts för risker. Relationella omvårdnadsåtgärder uppkommer genom interaktion mellan person, vårdpersonal och närstående. De relationella omvårdnadsåtgärderna fordrar hög kunskap och kompetens hos sjuksköterskan . Kring varje grundläggande omvårdnadshandling finns en kulturell, social och personlig historia. Om de grundläggande vårdbehoven inte säkerställs eller uppfylls finns risk för vårdrelaterade skador . 
Dimensionen vårdkontext påverkar vårdpersonalens förmåga att bedriva god vård av hög kvalité och består av organisations- och policynivå. Denna dimension uppfattas ofta som bortom det direkta inflytande eller kontroll av arbetsgruppen eller patienten, men påverkar sjukvårdspersonalens förutsättningar att ge vård . Organisationsnivå utifrån resurser, utvärdering och återkoppling, kultur och ledarskap. Policynivån utifrån finansiella strukturer, kvalité och säkerhet, styrning, lagar, föreskrifter och ackreditering 